# Dypsis concinna
Espèce
Statut de conservation UICN

 NT  : Quasi menacé
Dypsis concinna est une espèce de palmiers (Arecaceae), endémique de Madagascar.
Depuis 2012, elle est considérée par l'UICN comme une espèce quasi menacée.

## Systématique
Le nom correct complet (avec auteur) de ce taxon est Dypsis concinna Baker.
Dypsis concinna a pour synonymes :
- Neophloga concinna f. triangularis (Jum. & H.Perrier) Jum.
- Neophloga concinna var. triangularis (Jum. & H.Perrier) Jum.
- Neophloga concinna (Baker) Becc.
- Neophloga microphylla Becc.
- Neophloga tenuisecta Jum. & H.Perrier
- Neophloga triangularis Jum. & H.Perrier